# J. Daniel Sandoval
J. Daniel Sandoval (departament de San Marcos, Guatemala, 1866 - ?, 1949) fou un compositor guatemalenc. Als onze anys ingressà a la banda de música de la seva ciutat nadiua, ensems que prosseguia els estudis, sent nomenat posteriorment director de la banda militar. A causa dels esdeveniments polítics de 1897 emigrà a Tapachula, on formà una orquestra, tornant a la seva pàtria en virtut de l'amnistia decretada per Manuel Estrada Cabrera. Fou un inspirat compositor i fecund i les seves obres es distingeixen pel colorit i sabor nacional. Va compondre un gran nombre de valsos, polques, masurques, cançons, pasdobles, marxes, i també música religiosa.